# Aroga epigaeella
Aroga epigaeella är en fjärilsart som beskrevs av Victor Toucey Chambers 1881. Aroga epigaeella ingår i släktet Aroga, och familjen stävmalar. Inga underarter finns listade i Catalogue of Life.